# تپه هیرگان ۱
تپه هیرگان ۱ مربوط به هزاره ۱قم است و در شهرستان فارسان، بخش مرکزی، دهستان میزدج علیا، نرسیده به روستای نصیرآباد واقع شده و این اثر در تاریخ ۱۳ آبان ۱۳۸۶ با شمارهٔ ثبت ۱۹۷۹۷ به‌عنوان یکی از آثار ملی ایران به ثبت رسیده است.